# Монес, Алекс
Алекс Монес (эст. Aleks Mones; 27 июня 1990, Таллин) — эстонский футболист, полузащитник.

## Биография
Воспитанник клуба «Аякс-Эстель» (Таллин). Во взрослом футболе дебютировал в старшей команде своего клуба в неполные 16 лет, 19 марта 2006 года в матче высшего дивизиона Эстонии против «Транса», заменив на 79-й минуте Ярослава Дмитриева. Во второй половине сезона начал регулярно выходить на поле в стартовом составе «Аякса». Всего в первом сезоне сыграл 17 матчей и забил один гол в высшей лиге.
В 2007 году перешёл в «Левадию», где в первые полтора сезона выступал только за дубль в первой лиге. За основную команду клуба сыграл первый матч в чемпионате страны 23 августа 2008 года против «Мааг-Таммеки», заменив на 85-й минуте Тармо Кинка. В «Левадии» не смог закрепиться в составе, сыграв за три неполных сезона 16 матчей и забив 1 гол в высшем дивизионе. Со своим клубом становился чемпионом, обладателем Кубка и Суперкубка Эстонии. Сыграл один матч в Лиге Европы. За вторую команду «Левадии» провёл более 100 матчей.
Летом 2010 года был отдан в полугодинчную аренду в «Нымме Калью», а в начале 2011 года — на такой же срок в свой бывший клуб «Аякс», оба клуба выступали в высшей лиге.
Летом 2011 года перешёл в «Инфонет», с которым по итогам сезона 2012 года стал победителем первой лиги, затем ещё два года играл в высшей лиге. По окончании сезона 2014 года завершил профессиональные выступления, после этого несколько лет играл в низших лигах за резервные составы «Инфонета» и «Левадии», а также за любительский клуб «Таллин».
Всего в высшем дивизионе Эстонии сыграл 94 матча и забил 8 голов.
Выступал за сборные Эстонии младших возрастов.

## Достижения
- Чемпион Эстонии: 2008, 2009
- Обладатель Кубка Эстонии: 2009/10
- Обладатель Суперкубка Эстонии: 2010

## Личная жизнь
Брат Алан (род. 1998) также футболист, сыграл 8 матчей в высшей лиге Эстонии за «Маарду».